# Citrinellav
Citrinellav (Arthrorhaphis citrinella) är en lavart som först beskrevs av Erik Acharius, och fick sitt nu gällande namn av Poelt. Citrinellav ingår i släktet Arthrorhaphis och familjen Arthrorhaphidaceae.  Utöver nominatformen finns också underarten catolechioides.